# Arnold Wilhelm Nordbeck

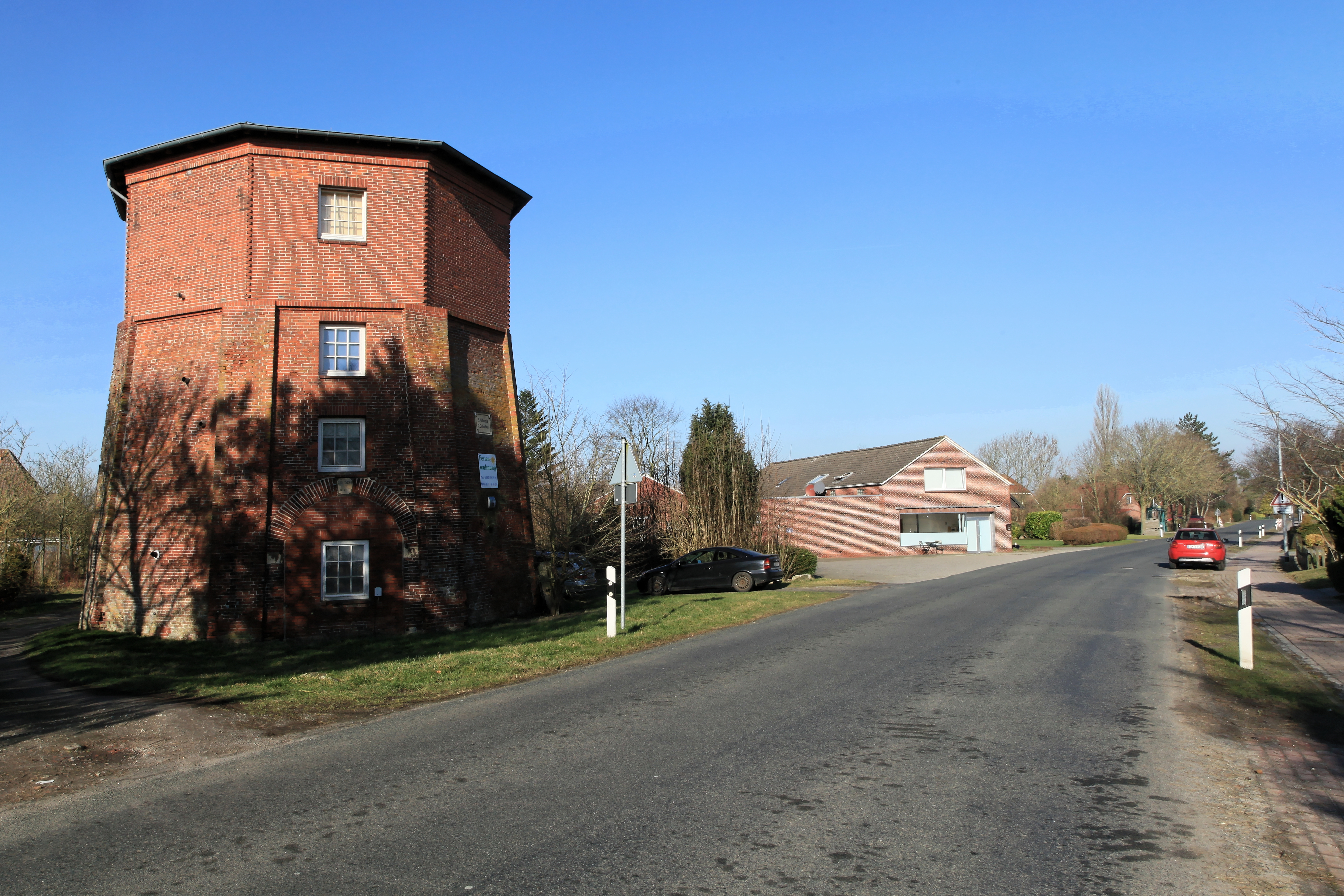
Nordbeck-Siedlung mit Mühlenstumpf in Ditzumerverlaat

Arnold Wilhelm Nordbeck (* 29. März 1860 in Schüttorf; † 11. Dezember 1948 ebenda) war ein deutscher reformierter Prediger in Landschaftspolder (Ostfriesland).

## Leben
Dr. jur. Nordbeck war mit Gesine Nordbeck, geborene Koppelmann (* 28. Januar 1863 in Schüttorf; † 23. April 1956 ebenda) verheiratet. Dem Ehepaar wurden drei Kinder geboren: Wessel Georg (* 1. März 1888 in Landschaftspolder), Johann Christian Friedrich Ludwig (* 24. März 1890 in Landschaftspolder; † 4. April 1945 in Herne) und Gerhard Hermann (* 7. April 1894 in Landschaftspolder; † 21. Dezember 1970 in Schwerin).
Nordbeck übernahm im Jahr 1886 die Pastorenstelle in Landschaftspolder, die er 36 Jahre innehatte. Die Aufhebung der dortigen Pfarrstelle hing unmittelbar mit seinem sozialen Engagement für die Landarbeiter zusammen. Nordbeck setzte sich für die Arbeiter in den Poldergebieten ein, die in ärmlichen Verhältnissen auf den großen Polderhöfen wohnten und arbeiteten, aber nahezu besitzlos waren und über keinen eigenen Grund und Boden verfügten. Angesichts ihrer sozialen Missstände gründete Nordbeck im Jahr 1907 einen Christlichen Arbeiterverein für Ditzumer Verlaat und Umgegend, dessen erster Vorsitzender er wurde. Auch aus Landschaftspolder traten Arbeiter dem Verein bei, der schnell über 100 Mitglieder hatte. Als sich der erwartete Erfolg nicht bald einstellte, traten viele Arbeiter wieder aus dem Verein aus. Weil Nordbeck die Anliegen der Sozialdemokratie öffentlich verteidigte und mit einem guten Christsein für vereinbar hielt, verwarnte ihn das Auricher Konsistorium und nahm auch auf seinen Widerspruch hin die Verwarnung nicht zurück.
Der Konflikt eskalierte nach dem Ersten Weltkrieg, als Arbeiter am 17. April 1919 in ihrer Not gewaltsam gegen die Bauern vorgingen und Nordbeck Partei für sie ergriff. Der Christliche Arbeiterverein erhielt durch die Gründung einer Landarbeitergewerkschaft in Ditzumerverlaat wieder Zulauf. Etwa seit 1920 gehörte Nordbeck zur reformierten Landessynode und gewann dadurch an Einfluss. Im Jahr 1922 gelang es Nordbeck als Verhandlungsführer des Arbeiterverein, dass ein Gebiet von über 38 Hektar den Landarbeitern als Siedlungsland überlassen wurde. Auf Druck der Polderbauern wurde die Kirchengemeinde der Landschaftspolder Kirche, die seit 1768 einen eigenen Pastor hatte, der von den Bauern finanziert wurde, im Jahr 1922 mit der Kirchengemeinde in Ditzumerverlaat zusammengelegt, um auf diese Weise Nordbeck aus seinem Amt zu entfernen.
Nordbeck erlangte überregionale Bedeutung. Er selbst thematisierte seinen Fall in zwei Veröffentlichungen, von denen die erste unter einem Pseudonym erschien. Das Siedlungsgebiet in Kanalpolder, die sog. Aalande, wird „Nordbeck-Siedlung“ genannt.
Nach seiner Entfernung wurde Nordbeck Pastor in Plantlünne, bis er 1929 in den Ruhestand verabschiedet wurde. Seinen Lebensabend verbrachte er in seinem Geburtsort Schüttorf, wo er 1948 88-jährig verstarb.
Der Sohn Gerhard Hermann malte vermutlich in den 1940er Jahren zwei Porträts von seinen Eltern, die die Enkelin Dorothea Anna Friederike Nordbeck im Jahr 2018 der Kirchengemeinde Ditzumerverlaat überließ.